# Sekretarz wielki koronny
Sekretarz wielki koronny (łac.  secretarius maior Regni) – najwyższy urząd centralny niesenatorski w Koronie I Rzeczypospolitej.
W hierarchii urzędników dworu monarchy ustępował tylko marszałkowi nadwornemu koronnemu.

## Historia urzędu
Urząd ten został powołany przez króla Aleksandra Jagiellończyka w 1504. Do 1764 piastować go mogli jedynie duchowni katoliccy.

## Kompetencje urzędu
Były bliskie kompetencjom kanclerza, którego sekretarz mógł nawet zastąpić, jednak bez prawa podpisywania i pieczętowania pism państwowych. W nadzwyczajnych przypadkach mógł je jednak sygnować sygnetem kanclerza.
Do głównych jego obowiązków należało prowadzenie tajnej kancelarii państwa. Odczytywał na sejmie uchwały senatu, pisma królewskie. Na sejmie koronacyjnym odczytywał nowemu monarsze pacta conventa. Sekretarz zasiadał również z urzędu w sądzie asesorskim.
Jego odpowiednikiem w Wielkim Księstwie Litewskim był sekretarz wielki litewski.